# Kwon Soon-woo
Dans ce nom coréen, le nom de famille, Kwon, précède le nom personnel.
Kwon Soon-woo (en coréen : 권순우), né le 2 décembre 1997 à Sangju, est un joueur de tennis sud-coréen, professionnel depuis 2015.

## Carrière

### Débuts: succès sur le circuit secondaire
Kwon Soon-woo remporte ses premiers tournois professionnels au Cambodge en novembre 2015. Il décroche en fin d'année 2017 la Wild Card asiatique lui permettant de disputer l'Open d'Australie. Fin 2018, il est finaliste du tournoi de Kaohsiung contre Gaël Monfils. Il obtient ses premiers succès en Challenger en 2019, s'imposant à Yokohama et Séoul, tournois dont il avait déjà atteint la finale en 2017. Sur le circuit ATP, il se distingue avec un quart de finale à Cabo San Lucas et une victoire sur Lucas Pouille à Zhuhai. Ces résultats font de lui le 3e joueur de tennis sud-coréen à intégrer le top 100 après Lee Hyung-taik et Chung Hyeon. Il entre dans le top 100 en août 2019 (97e) pour la première fois de sa carrière.

### 2020-2021: révélation et premier titre ATP
Il se révèle au cours de la saison 2020 en atteignant quatre quarts de finale consécutifs en février 2020. À New York, il atteint les quarts signant des victoires sur Go Soeda au premier tour, puis il bat Milos Raonic. Kyle Edmund l'élimine au tour suivant.
Il réitère à Delray Beach en atteignant les quarts. Il élimine Adrian Mannarino, Ryan Harrison et est éliminé par Reilly Opelka. À Acapulco, il refait le même parcours en éliminant Taro Daniel et Dušan Lajović. C'est Rafael Nadal qui l'élimine au tour suivant.
À l'US Open, il passe le premier tour pour la première fois lors d'un tournoi majeur contre Thai-Son Kwiatkowski. Il est éliminé par Denis Shapovalov au tour suivant.

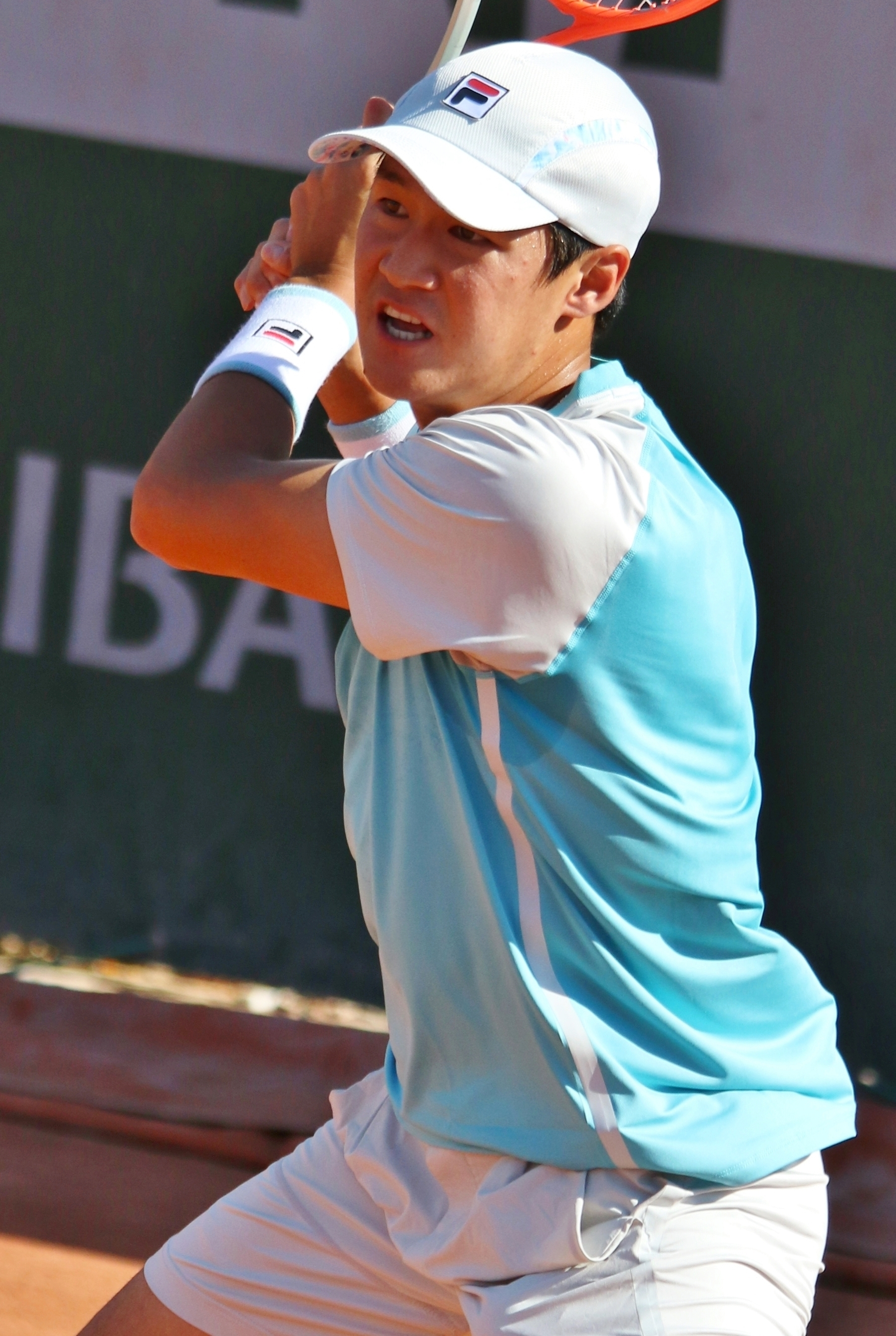
Kwon Soon-woo à Roland-Garros en 2021.

Sorti au premier tour de l'Open d'Australie 2021 par Thanasi Kokkinakis, il remporte peu après le Challenger de Biella contre Lorenzo Musetti. Il enchaîne avec le tournoi de Singapour où il est éliminé par Marin Čilić en quart de finale.
Sur terre battue, il est quart de finaliste à Marbella puis franchi deux tours à Roland-Garros, avant d'être battu par Matteo Berrettini. Fin juin, il est demi-finaliste sur le gazon d'Eatsbourne après avoir été repêché des qualifications où il avait perdu au premier tour. Il bat Márton Fucsovics et Ilya Ivashka puis est éliminé par Alex de Minaur. Il est sélectionné pour le tournoi olympique de Tokyo mais est éliminé dès son entrée en lice par Frances Tiafoe.
En septembre, il remporte son premier titre à Astana face à James Duckworth (7-66, 6-3). Pour y parvenir, il bat successivement Evgeny Donskoy, Dušan Lajović, Laslo Djere puis la tête de série numéro 2 Alexander Bublik en demi-finale.

### 2022-2024: second titre, blessure et chute au classement
Kwon réalise un début de saison relativement anonyme, écartant toutefois Holger Rune à l'Open d'Australie (3-6, 6-4, 3-6, 6-3, 6-2) avant de céder face à Denis Shapovalov (7-66, 63-7, 66-7, 7-5, 6-2). En double, il est huitième de finaliste avec Marcos Giron. Sur les tournois suivants, il ne parvient pas à remporter deux matchs consécutifs. Il bat Benoît Paire à deux reprises sur terre battue mais ne gagne aucun match sur gazon, étant notamment battu par Novak Djokovic à Wimbledon en quatre sets (6-3, 3-6, 6-3, 6-4).
À l'US Open, il bat Fernando Verdasco mais est sèchement éliminé par Andrey Rublev (6-3, 6-0, 6-4). Il retrouve le succès en Asie à Tokyo où il arrive jusqu'en demi-finale en battant coup sur coup Alex de Minaur, Mackenzie McDonald, Pedro Martínez. Il sera sorti par Frances Tiafoe.
En janvier 2023, il crée la surprise à Adélaïde en tant que lucky loser. Il bat d'abord Tomáš Macháč contre lequel il avait perdu en qualifications, puis il élimine successivement la tête de série no 2 Pablo Carreño Busta, Mikael Ymer et Jack Draper avant de s'adjuger son deuxième titre ATP en venant à bout de la tête de série no 4 Roberto Bautista-Agut (6-4, 3-6, 7-64). Grâce à ce parcours, il atteint le 52e rang. Cependant, il se blesse à l'épaule droite lors du tournoi de Doha et ne fait son retour que six mois plus tard à l'US Open où il perd contre Christopher Eubanks. Revenu trop rapidement à la compétition, il participe aussi sans succès à la Coupe Davis et aux Jeux Asiatiques.
Après une mauvaise passe, il retrouve la voie du succès 13 mois après sa dernière victoire en mars 2024 à Miami contre Alexandre Müller. Sur le Challenger de Busan, il parvient en demi-finale mais doit déclarer forfait. Lors du tournoi de Roland-Garros, il élimine Emil Ruusuvuori mais échoue ensuite contre Sebastian Korda, tête de série numéro 27 (6-4, 6-4, 1-6, 6-3). Il ne joue par la suite que trois tournois, enregistrant autant de défaites.

### 2025: service militaire, difficile retour puis titre en challenger
Il doit attendre le mois d'avril pour obtenir remporter son premier match de la saison, au tournoi Challenger de Busan, où il élimine le Français Antoine Escoffier, avant de s'incliner contre Yasutaka Uchiyama. Après un titre au tournoi ITF d'Andong, c'est dans un autre tournoi à domicile qu'il réalise un exploit : classé au-delà de la 500e place mondiale, il s'adjuge le titre au Challenger de Changwon.

## Palmarès

### Titres en simple messieurs
| No | Date       | Nom et lieu du tournoi             | Catégorie | Dotation  | Surface    | Finaliste             | Score          |          |
| -- | ---------- | ---------------------------------- | --------- | --------- | ---------- | --------------------- | -------------- | -------- |
| 1  | 20-09-2021 | Astana Open, Nur-Sultan            | ATP 250   | 480 000 $ | Dur (int.) | James Duckworth       | 7-66, 6-3      | Parcours |
| 2  | 09-01-2023 | Adelaide International 2, Adélaïde | ATP 250   | 642 735 $ | Dur (ext.) | Roberto Bautista-Agut | 6-4, 3-6, 7-64 | Parcours |

### Finale en simple messieurs
Aucune

## Parcours dans les tournois duGrand Chelem

### En simple
| Année | Open d'Australie | Open d'Australie     | Internationaux de France | Internationaux de France | Wimbledon       | Wimbledon       | US Open         | US Open             |
| ----- | ---------------- | -------------------- | ------------------------ | ------------------------ | --------------- | --------------- | --------------- | ------------------- |
| 2017  | —                | —                    | —                        | —                        | Q1              | Bradley Klahn   | Q1              | Nicolas Mahut       |
| 2018  | 1er tour (1/64)  | Jan-Lennard Struff   | —                        | —                        | —               | —               | —               | —                   |
| 2019  | Q1               | Yosuke Watanuki      | Q1                       | Attila Balázs            | 1er tour (1/64) | Karen Khachanov | 1er tour (1/64) | Hugo Dellien        |
| 2020  | 1er tour (1/64)  | Nikoloz Basilashvili | 1er tour (1/64)          | Benoît Paire             | Annulé          | Annulé          | 2e tour (1/32)  | Denis Shapovalov    |
| 2021  | 1er tour (1/64)  | Thanasi Kokkinakis   | 3e tour (1/16)           | Matteo Berrettini        | 2e tour (1/32)  | Dominik Köpfer  | 1er tour (1/64) | Reilly Opelka       |
| 2022  | 2e tour (1/32)   | Denis Shapovalov     | 1er tour (1/64)          | Andrey Rublev            | 1er tour (1/64) | Novak Djokovic  | 2e tour (1/32)  | Andrey Rublev       |
| 2023  | 1er tour (1/64)  | Christopher Eubanks  | —                        | —                        | —               | —               | 1er tour (1/64) | Christopher Eubanks |
| 2024  | 1er tour (1/64)  | Lukáš Klein          | 2e tour (1/32)           | Sebastian Korda          | 1er tour (1/64) | Holger Rune     | 1er tour (1/64) | Alexei Popyrin      |

N.B. : à droite du résultat se trouve le nom de l'ultime adversaire.

### En double messieurs
| Année | Open d'Australie                                                                   | Open d'Australie                                                                       | Internationaux de France                                                              | Internationaux de France                                                       | Wimbledon | Wimbledon                                                                             | US Open                                                                             | US Open |
| ----- | ---------------------------------------------------------------------------------- | -------------------------------------------------------------------------------------- | ------------------------------------------------------------------------------------- | ------------------------------------------------------------------------------ | --------- | ------------------------------------------------------------------------------------- | ----------------------------------------------------------------------------------- | ------- |
| 2020  | 1er tour (1/32) J. Millman \|\| style="text-align:left;" \| S. González K. Skupski | 1er tour (1/32) D. Sharan \|\| style="text-align:left;" \| A. Krajicek F. Škugor       | Annulé                                                                                | Annulé                                                                         | —         | —                                                                                     |                                                                                     |         |
| 2021  | —                                                                                  | —                                                                                      | —                                                                                     | —                                                                              | —         | —                                                                                     | 1er tour (1/32) D. Sharan \|\| style="text-align:left;" \| Rajeev Ram Joe Salisbury |         |
| 2022  | 1/8 de finale Marcos Giron \|\| style="text-align:left;" \| W. Koolhof N. Skupski  | 1er tour (1/32) Marcos Giron \|\| style="text-align:left;" \| Rajeev Ram Joe Salisbury | 1er tour (1/32) A. Bedene \|\| style="text-align:left;" \| Diego Hidalgo C. Rodríguez | 1er tour (1/32) I. Ivashka \|\| style="text-align:left;" \| R. Haase P. Oswald |           |                                                                                       |                                                                                     |         |
|       |                                                                                    |                                                                                        |                                                                                       |                                                                                |           |                                                                                       |                                                                                     |         |
| 2024  | 1er tour (1/32) Marcos Giron \|\| style="text-align:left;" \| K. Krawietz Tim Pütz |                                                                                        |                                                                                       |                                                                                |           | 1er tour (1/32) D. Shapovalov \|\| style="text-align:left;" \| F. Cobolli D. Stricker |                                                                                     |         |

N.B. : le nom du partenaire se trouve sous le résultat ; le nom des ultimes adversaires se trouve à droite.

## Parcours dans lesMasters 1000
| Année | Indian Wells         | Miami                 | Monte-Carlo | Madrid             | Rome | Canada              | Cincinnati | Shanghai | Paris |
| ----- | -------------------- | --------------------- | ----------- | ------------------ | ---- | ------------------- | ---------- | -------- | ----- |
| 2019  | —                    | —                     | —           | —                  | —    | 1er tour I. Ivashka | —          | —        | —     |
|       |                      |                       |             |                    |      |                     |            |          |       |
| 2021  | 1er tour Guido Pella | 1er tour I. Ivashka   | —           | —                  | —    | —                   | —          | n.o.     | —     |
| 2022  | 1er tour L. Djere    | 1er tour B. Nakashima | —           | 1er tour C. Norrie | —    | —                   | —          | n.o.     | —     |
|       |                      |                       |             |                    |      |                     |            |          |       |
| 2024  | —                    | 2e tour A. de Minaur  |             |                    |      |                     |            |          |       |

N.B. : sous le résultat se trouve le nom de l’ultime adversaire.

## Classements ATP en fin de saison
| Année          | 2014 | 2015 | 2016 | 2017 | 2018 | 2019 | 2020 | 2021 | 2022 | 2023 | 2024 |
| Rang en simple | 2024 | 1092 | 286  | 168  | 253  | 88   | 95   | 53   | 83   | 198  | 343  |
| Rang en double | –    | 1107 | 377  | 375  | 1483 | 281  | 341  | 851  | 231  | 1338 | 1725 |

Source : (en) Classements de Kwon Soon-woo sur le site officiel de la Fédération internationale de tennis